# Otto Sommer (Politiker)

Otto Sommer

Otto Paul Sommer (* 22. Oktober 1891 in Heidelberg; † 18. August
1940 in Kenley, Surrey) war ein deutscher Jurist, Politiker (NSDAP) und Offizier der Luftwaffe.

## Leben und Tätigkeit
Nach dem Besuch der Oberrealschule in Heidelberg, wo er 1910 das Abitur ablegte, studierte Otto Sommer Rechtswissenschaften. 1916 promovierte er zum Dr. jur. Von Ende 1918 bis 1920 amtierte er als Geschäftsführer von Arbeitgeberverbänden in Heidelberg und Karlsruhe. In den Jahren 1920 bis 1925 übernahm er die Aufgaben des Direktors in der Heidelberger Füllhalter-Fabrik Kaweco. 1926 wurde er Inhaber der Süddeutschen Photographischen Gesellschaft Dr. Sommer & Co in Stuttgart. 
Vom 24. April 1932 bis zur Auflösung dieser Körperschaft im Herbst 1933 war Sommer Abgeordneter der NSDAP im Württembergischen Landtag. Von November 1933 bis März 1936 saß er anschließend als Abgeordneter für den Wahlkreis 31 (Württemberg) im nationalsozialistischen Reichstag. Im Oktober 1930 wurde Sommer Mitglied der SA und erreichte dort den Rang eines Standartenführers.
1933 wurde er Staatskommissar für die Polizei in Heilbronn.
Im Jahre 1937 war er Oberst in der Luftwaffe der Wehrmacht und führte als Gruppenkommandeur die III. Gruppe des Kampfgeschwaders 157, ab 1. Mai 1939 umbenannt in Kampfgeschwader 27. Zeitgleich war er Kommandeur des Fliegerhorstes Delmenhorst. Am 18. August 1940 wurde seine Dornier Do 17Z-2 (Geschwaderkennung F1+HT) der 9. Staffel des Kampfgeschwaders 76 während eines Luftangriffs auf Großbritannien abgeschossen. Nach Treffern durch Flakfeuer stürzte sie in Sunny Croft, Golf Road, Kenley zu Boden. Sommer wurde dabei getötet und ist auf dem Friedhof in Cannock Chase begraben.

## Schriften
- Die Einberufung des Handlungsgehilfen zum Kriegsdienst. Ein Beitrag zum Paragraph 63 HGB, s. l. 1916. (Dissertation ?)